# Cášský mír (1668)
Cášský mír anebo první cášský mír byla mírová smlouva mezi Francií a Španělskem, uzavřená 2. května 1668 v Cáchách (něm. Aachen, franc. Aix-la-Chapelle), kterou skončila tzv. devoluční válka mezi oběma zeměmi.

## Historie
Mír zprostředkovala Trojitá aliance Anglie, Nizozemských provincií a Švédska. Ludvík XIV. se musel vzdát Franche-Comté a Španělského Nizozemí, získal však právo nad dobytými městy ve Flandrech a Henegavsku (Lille, Charleroi, Tournai a Oudenaarde).